# JUNYA
JUNYA（じゅんや、8月12日 - ）は、愛知県出身の男性歌手である。名前のアルファベットは全て大文字表記。Artimageに所属していた。

## 人物
4オクターブ（C2～C6）の歌唱声域を持ち、日本の男性歌手としては珍しくファルセット（裏声）をメインに歌唱する。
マライア・キャリーのEmotionsのホイッスル部分G6を動画で歌唱していることから、それ以上とも言われている。
マライア・キャリー、ホイットニー・ヒューストンなどをオリジナルのキーで歌うなどした動画が反響を呼び、2007年にテレビ神奈川の長寿番組「未来検索」に取り上げられ、自身の30分のドキュメンタリー番組が放送された。
番組内には、2006年に急逝した友人であり、ViVi専属モデル、ワンギャルとして活躍したファッションモデルの岩田ゆりに向けた楽曲がメイン楽曲として使われた。
2012年4月18日に「迷惑なI Love You」でデビュー。iTunes R&B/SOULチャート初登場11位。
マライア・キャリーのReflectionsをそのままのキーで歌ったカバーも同時にリリースされ、Yahooニュースなどでは"ファルセットシンガーがデビュー"と紹介された。

## ディスコグラフィー

### シングル
|     | 発売日        | タイトル                                             |
| --- | ------------- | ---------------------------------------------------- |
| 1st | 2012年4月18日 | 迷惑なI Love You                                     |
| 1st | 2012年4月18日 | Yes Man                                              |
| 1st | 2012年4月18日 | Reflections~Care Enough~(Mariah Carey原曲キーカバー) |

## 出演

### TV
- 『未来検索～山根翼 その音楽は世界に響く～』 （テレビ神奈川、2006年）
- 『未来検索～心象風景 自分の音楽を求めてJUNYA22歳～』 （テレビ神奈川、2007年）